# Vesicomya cordata
Vesicomya cordata är en musselart som beskrevs av Boss 1968. Vesicomya cordata ingår i släktet Vesicomya och familjen Vesicomyidae. Inga underarter finns listade i Catalogue of Life.